# Piero Calamandrei
Piero Calamandrei (né le 21 avril 1889 à Florence, Toscane, et mort dans cette même ville le 27 septembre 1956) était un écrivain, un juriste, un professeur d'université et un homme politique italien, réputé pour ses ouvrages traitant de la procédure civile.

## Biographie
Après des études à Pise et à Rome, Piero Calamandrei devient en 1915 professeur à la faculté de droit de l'université de Messine. Continuateur de Giuseppe Chiovenda, fondateur de la science du procès civil en Italie, dont il ne fut pourtant l'élève.
Engagé volontaire au 218e régiment d'infanterie pendant la Première Guerre mondiale, il obtient le grade de capitaine, et refuse une nouvelle promotion à la fin du conflit, préférant reprendre ses cours à l'université de Modène.
Il est ensuite professeur à Sienne et à Florence.
Ses œuvres les plus remarquables sont La cassazione civile (1920), Studi sul processo civile (1930) et Introduzione allo studio sistematico dei provvedimenti cautelari (1936). La plupart des principes contenus dans cet ouvrage sont condensés dans le livre IV Code de procédure civile de 1942 et notamment dans les (articles 670-702).
Il fut également cofondateur de la Rivista di diritta processuale, d’Il foro toscano (1926) et d’Il Ponte (1945). Tout à fait conscient qu'il s'agissait bel et bien d'un antifasciste notoire, en 1940 le nouveau garde des sceaux Dino Grandi fit appel à lui pour la rédaction du nouveau code italien de procédure civile. On lui confia aussi la tâche de réviser le projet du livre VI du nouveau code civil de 1942, à l'époque en gestation, et notamment les normes sur l'efficace des décisions de justice (actuels articles de 2907 à 2909), ainsi que le projet de loi sur l'ordre judiciaire, qui sera promulguée en 1941.
Très critique vis-à-vis du fascisme, il signa en 1925 l'appel des intellectuels antifascistes, et contribua au journal d'opposition florentin Non mollare! entre janvier et octobre 1925. En tant que professeur d'université, il dut néanmoins prêter serment de fidélité au régime en 1931.
Les Alliés le nomment recteur de l'université de Florence le 26 juillet 1943, mais il n'exerce son mandat qu'à partir du 8 septembre 1944 - la libération de la ville étant intervenue le 11 août 1944 - et jusqu'en octobre 1947. Président du Conseil national des avocats de 1944 à 1956.
Piero Calamandrei est élu à l'Assemblée constituante de 1946, représentant du Partito d'Azione, et à la Chambre des Députés de 1948 dans les rangs du Parti social-démocrate italien. Il participa aux élections législatives de 1953 sous l'étiquette de Unità popolare, une formation de centre-gauche, mais il ne fut pas élu.
Son fils Franco (Florence, 21 septembre 1917 -Rome, 26 septembre 1982), journaliste, ancien résistant, a adhéré en 1943 au Parti communiste italien et a été longtemps député.
Parmi ses élèves, figurent les éminents juristes Enrico Tullio Liebman (1903-1986) et Mauro Cappelletti (1927–2004).

## Œuvres

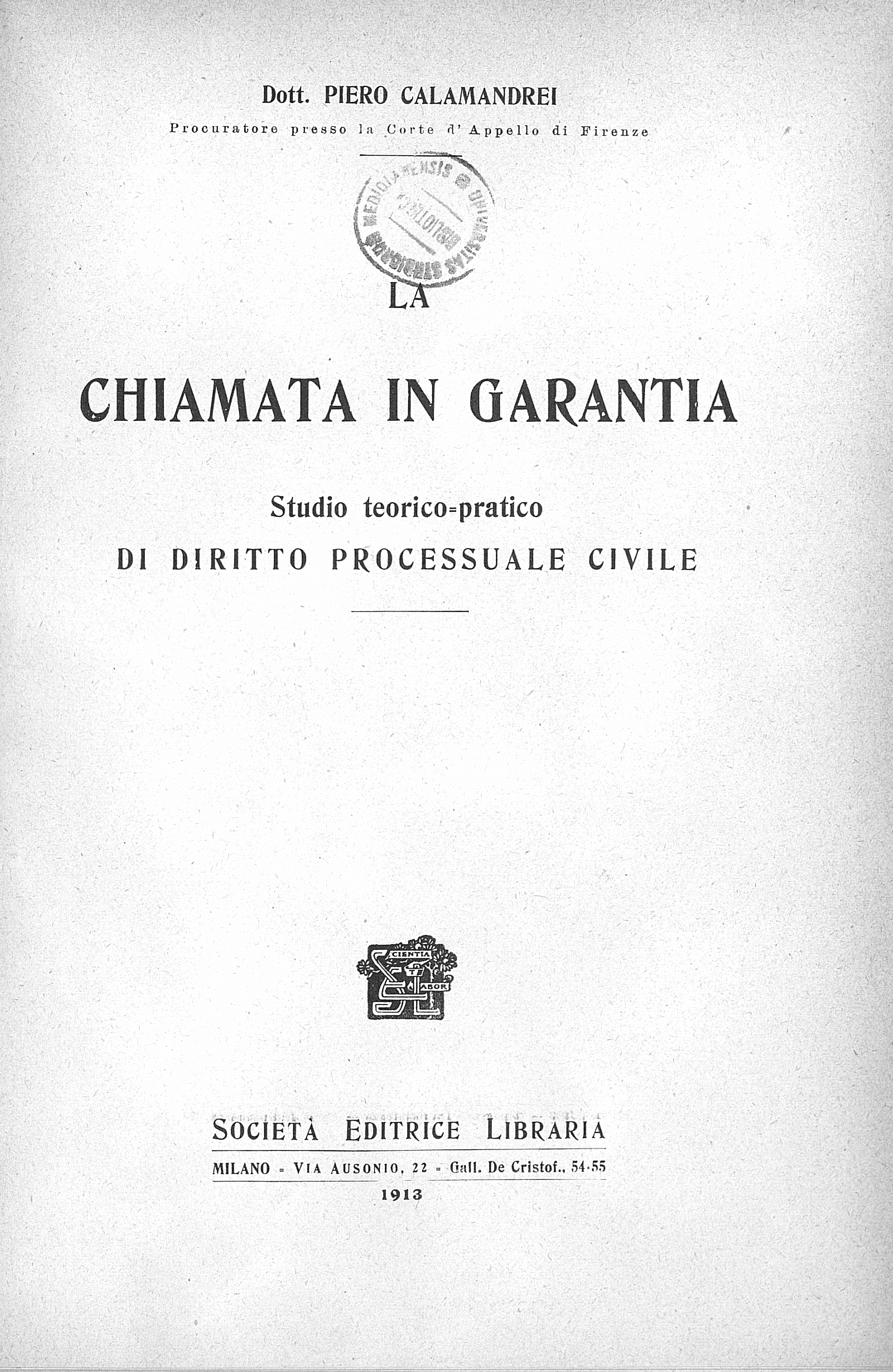
Chiamata in garantia, 1913

- Scritti ed inediti celliniani, Firenze, La Nuova Italia, 1971.
- La burla di primavera con altre fiabe, Palermo, Sellerio, 1987.
- In difesa dell'onestà e della libertà della scuola, Palermo, Sellerio, 1994.
- Diario (1939-1945). Vol.1: 1939-1941, Firenze, La Nuova Italia, 1997.
- Elogio dei giudici, scritto da un avvocato, Firenze, ponte alla grazie, 1999 (Éloge des juges écrit par un avocat, traduit de l'italien par Me Georges Petit, Bruxelles - Paris, Dessart - LGDJ, 1939).
- La Costituzione e leggi per attuarla, Milano, Giuffré, 2000.
- Inventario della casa di campagna, Montepulciano (SI), Le Balze, 2001. (Inventaire d'une maison de campagne, traduit de l'italien par Christophe Carraud, Éditions de la revue Conférence, 2009).
- Costruire la democrazia. Premesse alla Costituente, Montepulciano (SI), Le Balze, 2004.
- Futuro prossimo. Testi inediti 1950, Montepulciano (SI), Le Balze, 2004.
- Costituzione e le leggi di Antigone, Firenze, Sansoni, 2004.
- Ada con gli occhi stellanti"- lettere 1908-1914, Palermo, Sellerio 2005.
- Uomini e città della resistenza, Roma-Bari, Laterza 2006.
- Zona di guerra- Lettere e scritti, (1915-1924), Roma- Bari, Laterza 2007.
- Una famiglia in guerra - Lettere e scritti (1939-1956), con Franco Calamandrei, Roma-Bari, Laterza, 2008.
- Fede nel diritto, Roma-Bari, Laterza, 2008.
- Eduquer, résister, 5 conférences, discours ou préfaces rédigés par Piero Calamandrei de 1921 à 1956, traduit de l'italien, annoté et préfacé par Christophe Carraud, Éditions de la revue Conférence, 2004).
- Comment cette histoire a pris fin, nouvelle traduite par Christophe Carraud, Paris, Éditions de la revue Conférence, 2016
- Contributions à la revue Conférence: 
  - "Les œuvres d'art en Italie et la guerre",revue Conférence, N° 36, printemps 2013.
  - "Promenades avec Pancrazi",revue Conférence, N° 32, printemps 2011.
  - "retour de l'université florentine à la liberté", revue Conférence, N° 30-31, printemps-automne 2010.
  - "ville en rêve",revue Conférence, N° 29, automne 2009.
  - "inventaire d'une maison de campagne" (extraits), revue Conférence, Nº 29, automne 2009.
  - "lettres à son fils", revue Conférence, Nº 29, automne 2009.